# Lodowiec Różyckiego
Lodowiec Różyckiego (norw. Rozyckibreen) – lodowiec na południowym Spitsbergenie, łączący się z Lodowcem Zawadzkiego. Nazwany został przez Norweski Instytut Polarny na cześć polskiego geologa, Stefana Zbigniewa Różyckiego, uczestnika wyprawy naukowej z 1934 roku, która badała ten rejon.